# Claus Gyntelberg
Claus Gyntelberg (også Güntelberg) (1639 – 1711) var en dansk søofficer, bror til Nicolai Gyntelberg.
Gyntelberg var søn af provst Eski (Eske) Jensen Güntelberg og Valborg Jensdatter. Han var schoutbynacht og overekvipagemester.
I første ægteskab var han gift med Elisabeth Sophie Swane (død 1697), hvor sønnen Christian de Güntelberg (1688-1749) fødtes, og i andet ægteskab med Birgitte Marie Backer.
I 1876 fik efterkommerne af Claus Gyntelberg bekræftet deres adelskab.